# Clusiodes americanus
Clusiodes americanus är en tvåvingeart som beskrevs av Malloch 1922. Clusiodes americanus ingår i släktet Clusiodes och familjen träflugor. Inga underarter finns listade i Catalogue of Life.